# Van Zeunen

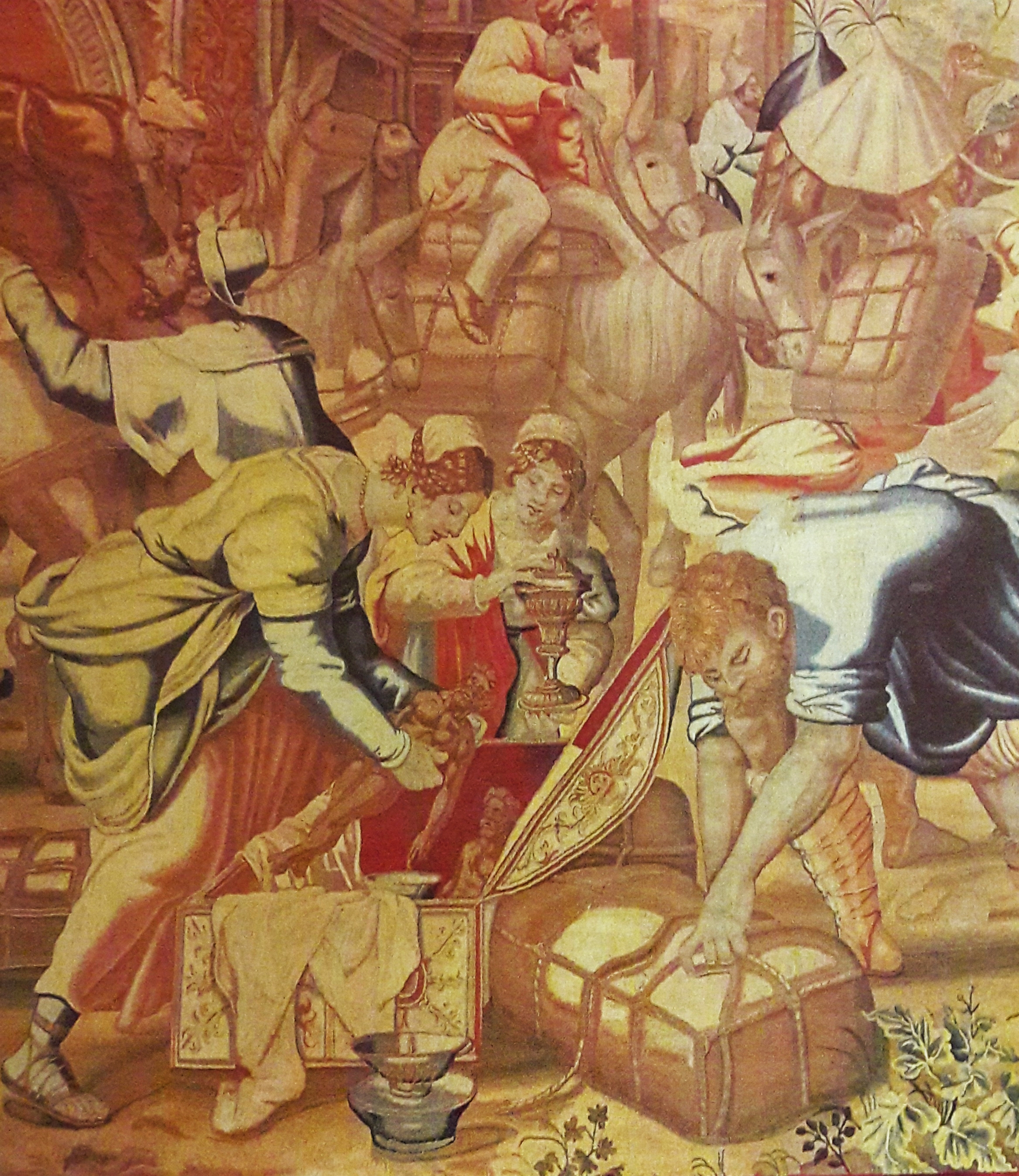
Detail van Jacob die ontsnapt uit de woning van Labon (Wawelkathedraal)

Van Zeunen is een voormalige Zuid-Nederlandse wandtapijtenweverij gerund door Jacob en Joos van Zeunen. Het atelier was gelegen in Brussel en actief van 1644 tot 1680.

## Wevers
Jacob van Zeunen
Jacob startte met het atelier vanaf 1644 en bleef actief tot 1680. 
Joos van Zeunen
Joos vervoegde het atelier in 1646 en bleef vermoedelijk actief tot 1680.

## Werken
Werken van hen hangen onder andere in het Palazzo del Quirinale, Reza Shahvandi te Milaan en in het Stadhuis van Roeselare (Het wijze oordeel van Salomon).

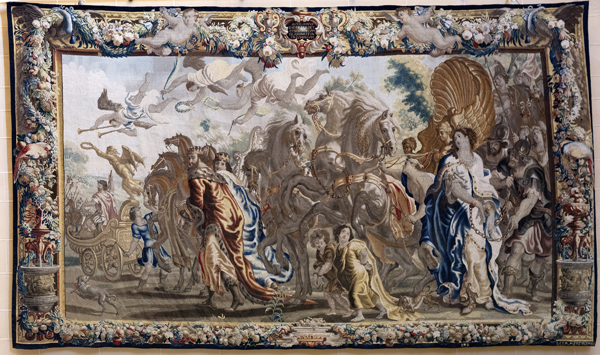
Tapijt in de Kathedraal van Segovia
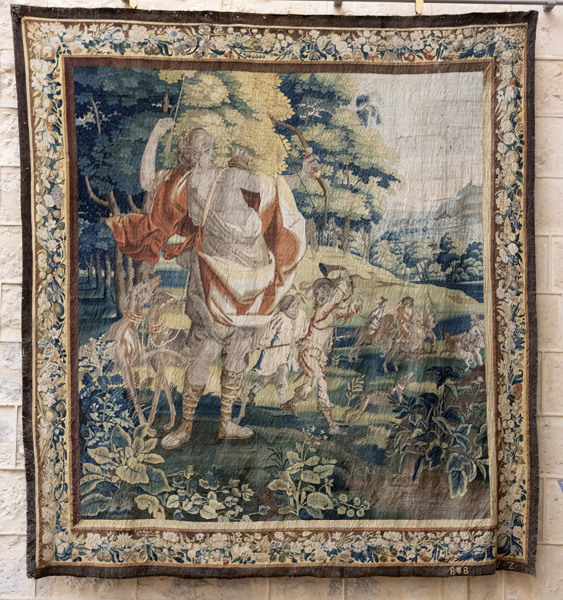
Luna (Segovia)
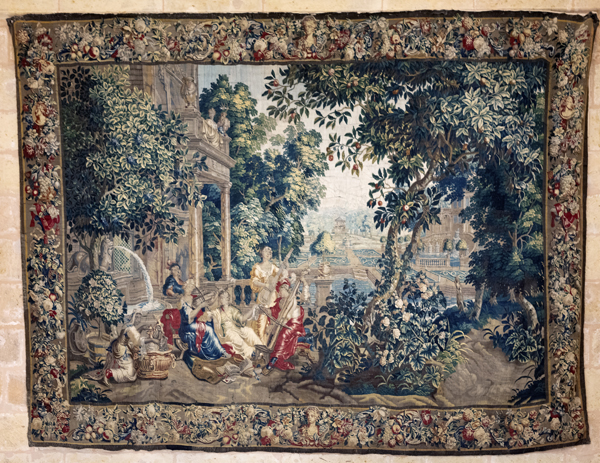
(Segovia)